# 大韓帝国

大韓帝国
大韓帝國

国の標語: 朝鮮語: 광명천지 / 光明天地
世界を明らかに国歌: "대한제국 애국가"（朝鮮語）
大韓帝国愛国歌（1902年 - 1910年）
1903年から1905年の地図
黄緑色は領土主張地域。
（現在の間島・三池淵市）

 
国璽 
 
鷹模様 

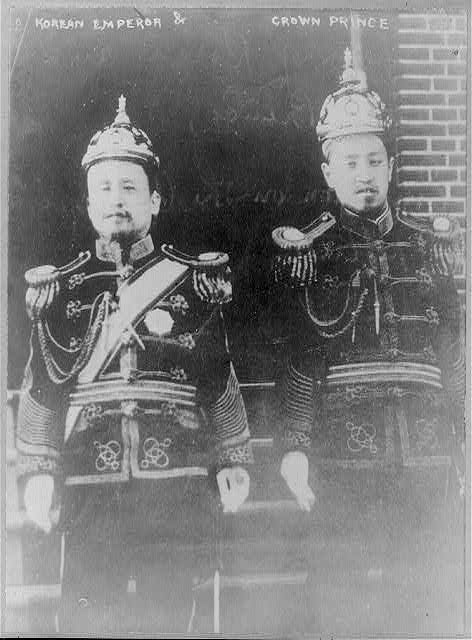
下関条約で清から独立し、大韓帝国へ改称後の皇帝高宗と皇太子純宗

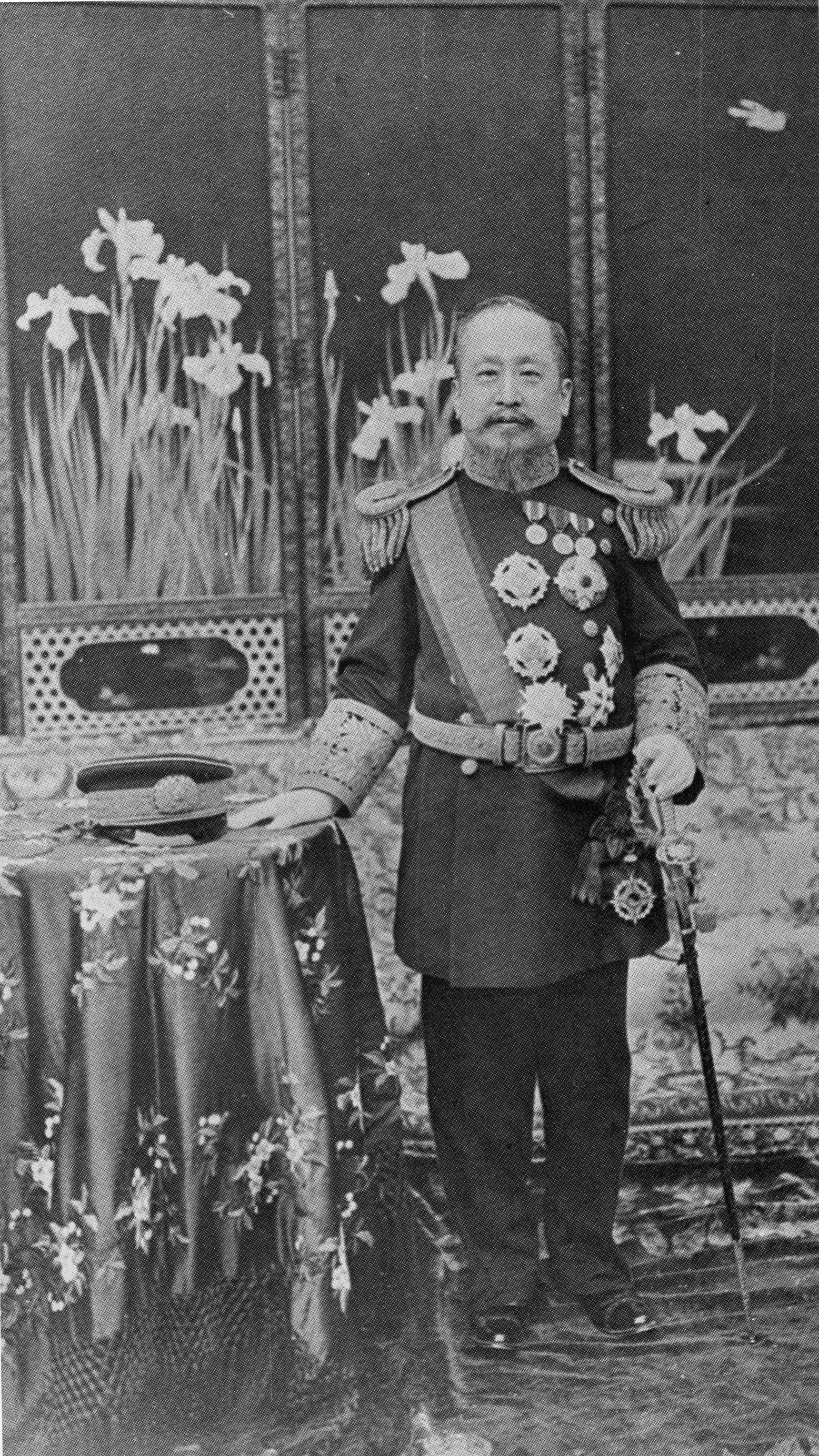
大日本帝国の大礼服と大勲位菊花大綬章など様々な勲章を纏っている高宗。

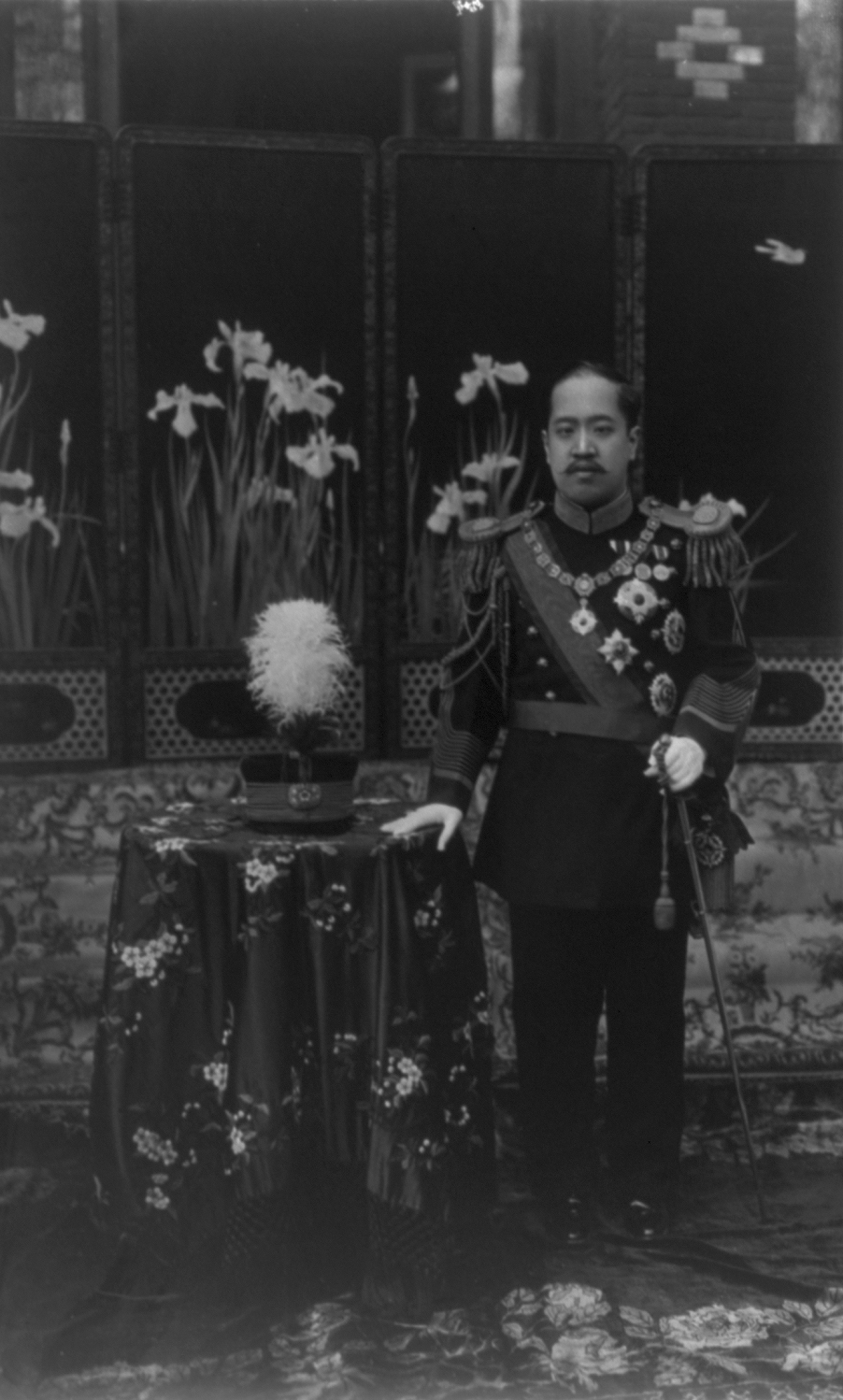
大日本帝国の大礼服と大勲位菊花章頸飾や大勲位菊花大綬章など様々な勲章を纏った純宗。（1910年〜1920年）

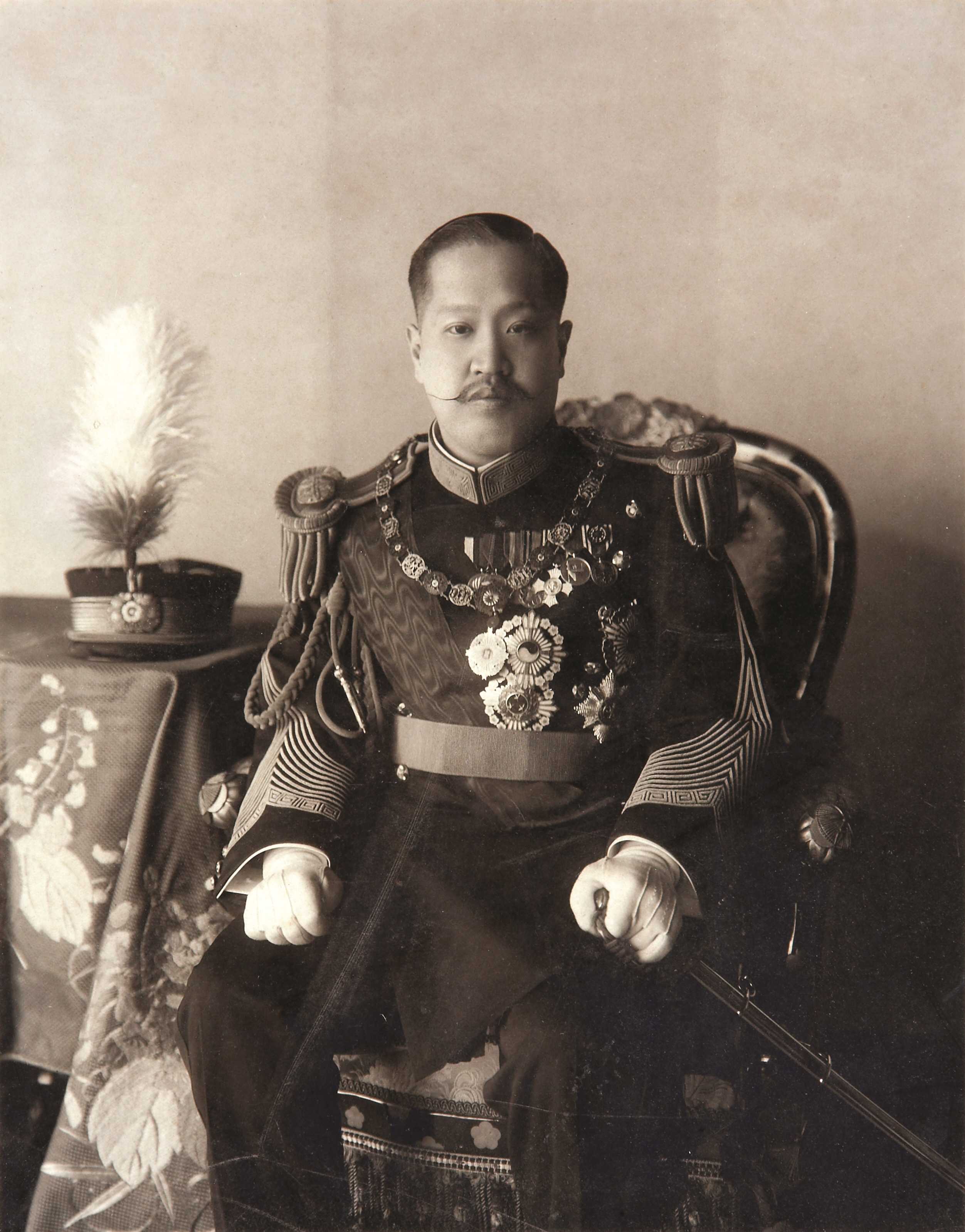
大日本帝国の大礼服と勲章を纏って座っている純宗。（1910年代初頭）

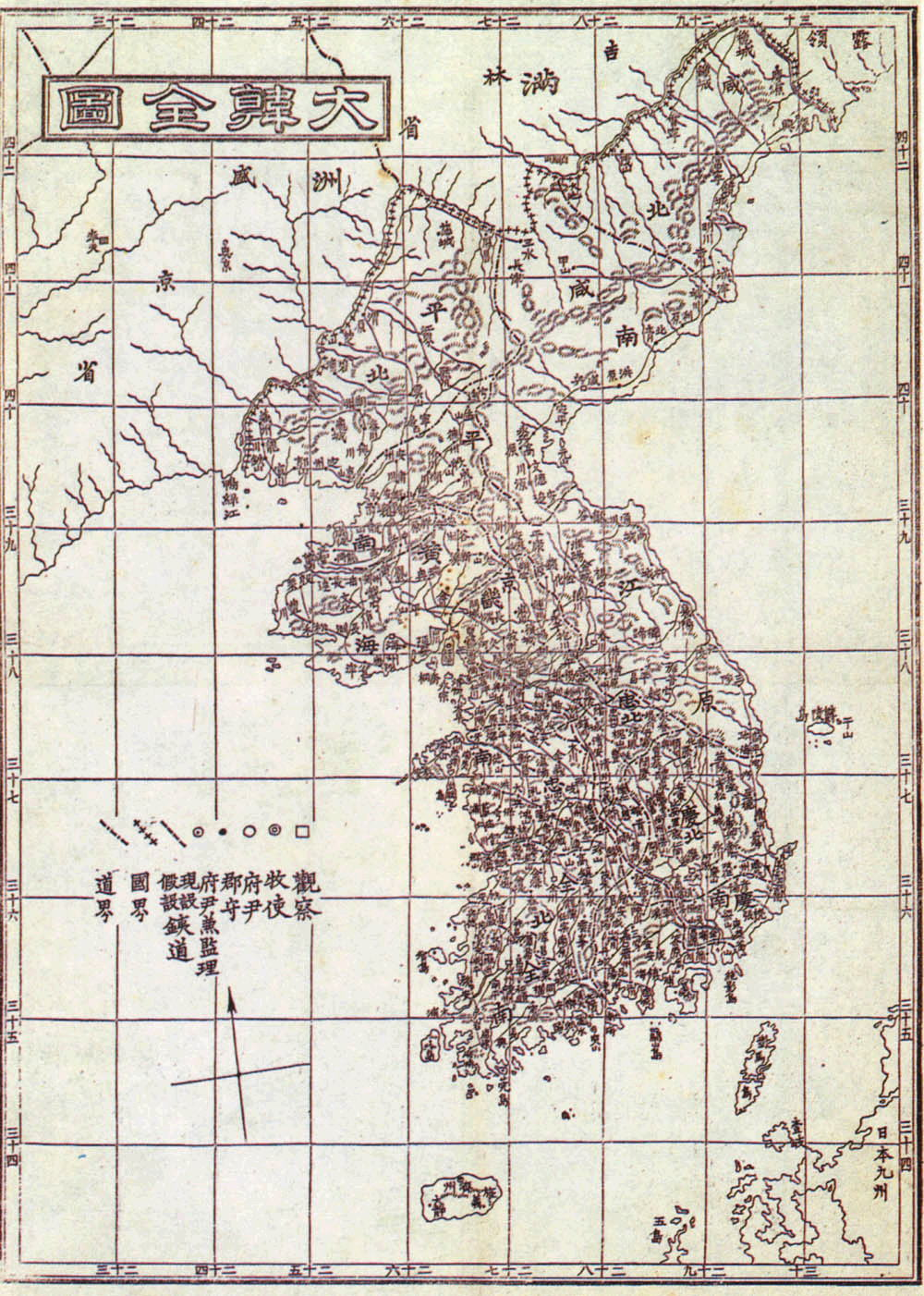
『大韓全図』（1899年、玄采『大韓地誌』附図）

大韓帝国（だいかんていこく、朝鮮語: 대한제국 / 大韓帝國〈テハンジェグク〉）は、1897年（光武元年）から1910年（隆熙4年）の滅亡に至るまで李氏朝鮮が用いた国号である。大韓（だいかん、대한（））、韓国（かんこく、한국（））とも言った。また、現在の大韓民国（韓国）と区別するため、「旧韓国（きゅうかんこく）」と呼ばれることもある。
日本は日清戦争に勝利したことで、1895年（開国504年）に下関条約で李氏朝鮮を清の冊封体制から離脱させた。それを受けて、清朝との宗属関係も消滅した自主独立国家となったことを内外に示すため、第26代李氏朝鮮王である高宗が皇帝に即位し、あわせて国号を改称した。ただし、専制政治・経済機構は李氏朝鮮時代の状況が続いた。朝鮮半島最後の専制君主国であるが、日露戦争後は日本の保護国となり、1910年8月の韓国併合によって滅亡した。

## 国名
国号の大韓は、三韓統一を達する名称として出た。

### 明から下賜された国号「朝鮮」の変更提案
高宗実録によると、家臣から清からの冊封体制離脱に当たり、朝鮮王宮では明から 下賜された国号「朝鮮」を変更する提案が高宗になされた。その際、高宗は朝鮮を「三韓の地」と認識しており、かつ「韓」を含む名称が歴代の統一朝鮮王朝の国号として使われていなかったため、国号としての格が従来より上がる漢字一文字の「韓」に、修飾語の「大」を加えた「大韓」が新しい国号に定められた。
また、国名を「帝国」としたのは、冊封からの離脱に際し、国王の称号を「皇帝」へと変更したからである。小島毅は、「清という皇帝がいる国の庇護下にある王国だったのが、日本が後押しして、清から自立した帝国になり、大韓帝国を正式な国号とします」と評している。ただし大韓帝国は広大な領土や多民族支配などの典型的な帝国としての要素を全て満たしておらず、さらに政治・経済面でも独立維持は困難であったため、実態を伴わない「形式上の帝国」とされる。

## 概説

### 李氏朝鮮の清への冊封国時代
朝鮮国（李氏朝鮮）は1637年、清に敗北したことで三田渡の盟約を結ばされ、冊封国となっていた。その後、19世紀後半に列強の帝国主義政策が東アジアにまで及ぶと、1875年の江華島事件を契機として翌1876年に日本と締結した日朝修好条規を始め、李氏朝鮮はアメリカやフランスなどの欧米諸国と不平等条約を結ぶことになった。
このような情勢を受け、朝鮮国内では清国との冊封体制を脱して近代化をすべきだという者（開化党）と、清国との関係を維持すべきだという者（事大党）とが対立する。そうした中で1882年、両派の暗闘から壬午事変が起こり、日本公使館も暴徒に焼き討ちされて死亡者が発生する。公使館保護を名目とする日本と、朝鮮を属国と主張する清の両国は鎮圧を理由としてともに出兵、日清の対立は決定的となった。

### 日清戦争と下関条約による独立
当時の朝鮮半島は、共に自らの勢力圏におさめようとする日本と清朝の角逐の場であったため、日本は権益を確立するため朝鮮国に対する清朝の影響を排除する必要があった。そして、1894年に日清戦争が勃発し、1895年に日本が清国に勝利、下関条約を締結した。この条約により、大日本帝国は清国に朝鮮が自主独立国であることを認めさせ、朝鮮国（李氏朝鮮）から清国に対する貢献・臣下の典礼等を廃止させた。こうして、冊封体制から離脱できた。

### 露館播遷以後と親露派政権の成立
朝鮮国王高宗は1895年に閔妃が暗殺された乙未事変の影響で、1896年2月11日から1897年2月20日までロシア公使館に逃げた露館播遷が行われた。1897年2月20日に慶運宮へ戻った。1897年にもはや清の属国でなくなった以上、「朝鮮」という国号を使用することは望ましくないという建言に従い、改称など以下の改革が実施された。
ロシア帝国の庇護を求めた高宗は親露派の政権を成立させ、金炳始が同年2月11日から4月22日まで内閣総理大臣を務めた。

### 「大韓」への改称
ロシア公使館から慶運宮へ戻った高宗教は配下から清から独立したことを表明するために改称すべきとの提案を受けて、1897年10月に国号を「朝鮮」から「大韓」と改めた。国号を改称した理由は、独立国だということを示し、「周辺諸国からの干渉に対抗する」という意思表示を行うためでもあった。
- 元号を前年のグレゴリオ暦への改暦にともなって定めた「建陽」から「光武」に改元した。

- 高宗は、圜丘壇を新たに設けて10月12日に祭天の儀式を行い、翌13日に詔を出して皇帝に即位した。大韓帝国の皇帝位は明朝の皇統を継承したことにより得たものとされた。

- 李氏朝鮮の清への冊封の象徴であった大清皇帝功徳碑や迎恩門があった。そのため、迎恩門があった場所へ独立門を立て独立を記念した。

- 高宗以前の朝鮮王朝の歴代君主にも皇帝としての諡号が追贈（追尊）された。

### 諸外国の周辺の動き
日本とロシアは小村・ウェーバー覚書及び山縣・ロバノフ協定を結んでいた。1897年9月、ロシア公使がカール・イバノビッチ・ヴェーバーからアレクセイ・ニコラビッチ・シュペイエルへと代わり、同年10月に彼が英国人ジョン・マクレヴィ・ブラウンを強制的に解任しようとする事件が起きた。また、ロシアは、アメリカの宣教師を独立協会の活動を支援しているとして大韓帝国内から排撃した。アメリカ公使ホレイス・ニュートン・アレンは「韓国でのロシアの干渉は、現在、軍事的及び政治的問題に関連する最も親密な事柄に広がる。」と報告している。
しかし、その後ロシアは、三国干渉によって、1898年3月15日に清国と旅順港・大連湾租借に関する条約を結び、不凍港が手に入ることになると、韓国への関心が失われ、1898年3月23日には韓国から全てのロシアの軍事・民事アドバイザーが撤退した。1898年4月25日、日本とロシアは、西・ローゼン協定を結んだ。しかし、その後、韓国政府が独立協会を排撃したため、アレンは「朝鮮人は外国勢力とそのアドバイスに学ばなければならない」として、韓国の統治能力に疑問を持ちはじめ、その状態は「ロシアの影響が完全に撤退されて以降、ますますひどくなった」と述べている。

### 財政問題及び通貨問題解決のための日本との貨幣制度統一
李氏朝鮮時代の1896年7月から英国人の税関長ブラウンがの財政顧問となっていた。しかし、大韓帝国時代の1897年10月、ロシア公使シュペイエルが、財政顧問を英国人ブラウンからロシア人キリル・アレキセーフへと変えようとする事件が起きた。そもそも、朝鮮半島は通貨においては、韓国帝室が納付金という名の賄賂を徴した者に白銅貨の私鋳を黙許したため、白銅貨の濫造・密輸が横行し、その悪貨によって朝鮮半島内の商取引に問題が発生していた。

そのため、1904年10月に目賀田種太郎が新たな大韓帝国の財政顧問となり、同年11月、硬貨の鋳造を行っていた典圜局を閉鎖した。1905年7月、韓国は日本と同一の貨幣制度を採用し、鋳造は大阪造幣局が行うようになった。1905年8月、ブラウンは税関長を辞め、韓国を去った。

### 近代化失敗と親露政策
1899年には大韓帝国は清と韓清通商条約を結び、独立協会を弾圧して、立法機関である法規校正所において国家基本法である9ヶ条の「大韓国国制」を制定、近代化を目指す光武改革を推進し土地調査や鉱山開発など殖産興業政策を実施するが、財源不足や諸外国の外圧により利権を奪われるなどして挫折する。
1905年8月22日に高宗がロシア帝国のニコライ2世に送った親書には、「大韓帝国は4000年の歴史を持つ独立国家」「日本に文字を教え、風習も伝えた」と主張したうえで、「2000万の国民が涙を流している。さらに鶏や犬さえ鳴けぬほどに生きられない」「日本が我が国の主権を侵奪しようとする陰謀を企てられないように公使をはやく再び派遣するよう涙で訴える」として、「日本が違法侵略をした」と内容となっている。
大韓帝国は4000年の歴史を持つ独立国家である一方、日本は1200~1300年代に入ってやっと国家を樹立した。日本のさまざまな風習は朕の国から由来し、文字も朕の国民が教えた。日本人たちは自分たちの先祖のように朕の国を尊敬し、朕の国とあえて敵対的関係を結ぶ考えもできなかった。…日本はあくらつで、ものものしく朕の国の主権を掌握している。現在の韓国がこうも悲しい情況に処した原因は、国家が虚弱で防衛もできず、権利を守ることができなかったためだ。そうだったとしても私たちは数回にわたり独立国家であることを宣言した。今、日本は確かに朕の国に君臨して独立を抹殺させようとしているが、違法である。

### 日露戦争とポーツマス条約締結による保護国化
1905年、7月の桂・タフト協定（アメリカ）、8月の第二次日英同盟条約（イギリス）、9月成立のポーツマス条約（ロシア）により、日本の韓国（朝鮮半島）に対する独占的な指導権が列強によって承認され、同年11月の第二次日韓協約で韓国統監府が設けられて日本の保護国となった。

### 日韓併合以降
1910年の韓国併合ニ関スル条約（日韓併合条約）の締結により日本に併合され、大韓帝国は滅亡した。
大韓帝国の皇帝は、大日本帝国において1910年の詔勅 （前韓国皇帝ヲ冊シテ王ト為シ皇太子及将来ノ世嗣、太皇帝及各其儷匹ノ称呼ヲ定メ並ニ礼遇ノ件）により、昌徳宮李王に遇された。
なお、日本の知識人を中心に併合反対の世論も存在した。伊藤博文は朝鮮人による統治によって半島を近代化させる方針であったが、統監府時代の体験から朝鮮人のみでは近代化に至らないと判断するに至った。また、日本国内には、近代化されていないとされていた朝鮮人を帝国臣民にすることに対する否定的な論調も存在した。

## 歴史
- 1897年
  - 8月 年号を建陽から光武に改元。
  - 10月 高宗が皇帝に即位し、国号が大韓帝国になる。
- 1898年
  - 2月 大院君、死去。
  - 9月 高宗の暗殺未遂起こる。
  - 12月 独立協会の指導者の逮捕命令により、李承晩らが逮捕される。
- 1899年
  - 6月 大韓国国制を制定。（8月に発布）
  - 11月 韓清通商条約（韓清修好条規）を締結。
- 1900年 軍人勅諭を制定。
- 1904年
  - 李承晩が釈放される。
  - 2月 日韓議定書が成立する。
  - 8月 第一次日韓協約が成立する。
- 1905年 第二次日韓協約が成立する。
- 1906年 韓国統監府が置かれる。
- 1907年
  - 6月 ハーグ密使事件起こる。
  - 7月 高宗が皇帝を退位し、純宗が皇帝に即位。
  - 同月 第三次日韓協約が成立する。
- 1908年
  - 4月 韓国標準時が制定される。
- 1910年 日韓併合条約により、日本と併合する。

## 政治
李氏朝鮮時代と変わらず、専制体制であった。そのため、中産階級的改革は阻止されていた。

### 大韓国国制
1899年には「大韓国国制」と呼ばれる憲法が制定され、そこでは、
1. 大韓国が自主独立の国であること
2. 大韓国の政治は万世不変の専制政治であること
3. 大韓国大皇帝が無限の君権を享有すること
4. 大韓国大皇帝は不可侵であること
5. 大韓国大皇帝が統帥権を有すること
6. 大韓国大皇帝が法律制定権、恩赦権を有すること
7. 大韓国大皇帝が行政各部の官制及び俸給を定めること
8. 大韓国大皇帝が官吏の昇任降格を決定し、栄典を授与すること
9. 大韓国大皇帝が外交権を有し、各国に使者を派遣・駐在させ、宣戦講和及び諸般の条約を締結する。

が定められた。

### 教育
1894年から翌年にかけての甲午改革では、「四学」「郷校」など、李氏朝鮮以来の伝統的儒教教育機関は廃止され、近代的な各種の学校制度が整備された。1895年には小学校の制度が定められ、学制は尋常科3年、高等科2年ないし3年とし、8歳から15歳までを対象とした。小学校の教員を養成する機関として師範学校が設立され、2年制の本科（のちに4年制）、半年制の速制科から成っていた。また中学校、外国語学校、医学校、商工学校などの諸学校も設立された。成均館は新体制下では経学科が設置されたことで教育機能を維持した。
また官吏の登用制度も改革され、選抜試験の内容に国文、算術、国内政略、外国事情などが組み込まれ、従来の儒教一辺倒の内容から一線を画することとなった。

### 警察
詳細は大韓帝国の警察を参照。

### 軍事
詳細は大韓帝国軍を参照。

### 外交
大韓帝国は、下記の11ヶ国と国交を有していた。ただし、1905年の第二次日韓協約締結後は外交権を喪失したため、日本以外のすべての国と国交を断絶した。
1. 日本帝国 - 1876年～1910年
2. アメリカ合衆国 - 1882年～1905年
3. イギリス - 1882年～1905年
4. ドイツ帝国 - 1883年～1905年
5. イタリア王国 - 1884年～1905年
6. ロシア帝国 - 1884年～1905年
7. フランス共和国 - 1886年～1905年
8. オーストリア＝ハンガリー帝国 - 1892年～1905年
9. 清 - 1899年～1905年
10. ベルギー - 1901年～1905年
11. デンマーク - 1902年～1905年

## 食文化
加藤政之助の『韓国経営』によれば、親族・郷党の相互扶助・共食の習慣があり、一種の共産主義となっていたため、怠惰を助長する面が存在したものの、飢饉においても乞食が少ないという利点があったとされる。
また、官吏（両班）による民への徴収が酷かったため、貯蓄を行うことは危険な行為と見做されており、食べて一生を送るのが安全だとの認識が広まっていたとされる。
主食は米、黍、粟であった。加藤政之助によれば、料理は中華料理に似るものの、それに至らないものであったとされる。料理は山盛りにして出され、最初に来客や主人が食べ、その残りを息子が食べた。更にはその残りを妻や娘といった家人等が食べ、その残りを下僕（下人数）が食べていた。